# Blood of the Saints
Blood of the Saints – czwarty album studyjny niemieckiej grupy power metalowej Powerwolf. Wydany 29 lipca 2011 roku przez wytwórnię Metal Blade Records. Edycja limitowana płyty w liczbie 200 kopii zawierała specjalnie pomalowaną na szary kolor płytę oraz plakat zespołu.

## Lista utworów
1. „Opening: Agnus Dei” –   	0:48
2. „Sanctified with Dynamite” – 	4:24
3. „We Drink Your Blood” – 	3:42
4. „Murder At Midnight” – 	4:45
5. „All We Need Is Blood” – 	3:35
6. „Dead Boys Don’t Cry” – 	3:23
7. „Son of a Wolf” – 	        3:58
8. „Night of the Werewolves” – 	4:28
9. „Phantom of the Funeral” – 	3:07
10. „Die, Die, Crucified” – 	2:58
11. „Ira Sancti (When the Saints Are Going Wild)” – 	6:25

## Wykonawcy
- Charles Greywolf – gitara basowa
- Thomas Diener – perkusja
- Attila Dorn – wokal
- Falk Maria Schlegel – keyboard
- Matthew Greywolf – gitara